# Rue de Ribeauvillé
La rue de Ribeauvillé est une voie de la commune française de Colmar.

## Situation et accès
Cette voie de circulation, d'une longueur de 140 m, se trouve dans le quartier centre.
On y accède par les rues des Unterlinden, des Ancêtres, du Magasin-à-Fourrages et Golbéry.
Cette voie n'est pas desservie par les bus de la TRACE même si ses bus y circulent.